# Joseph Losey
Joseph Losey   (La Crosse, 14 de gener de 1909 - Londres, 22 de juny de 1984) va ser un director de cinema i de teatre estatunidenc. Després d'estudiar a Alemanya amb Bertolt Brecht, va tornar als Estats Units.

## Biografia
Va néixer en una família d'emigrants neerlandesos. Va començar estudis de medicina tot fent teatre. El 1912 estudia lletres a Harvard, estudis que va abandonar un any després per fer de crític literari a diaris i revistes a Nova York. De 1930 a 1931 se'n va cap a Europa amb sojorns a Anglaterra i Alemanya. En tornar es va dedicar al teatre. El 1932, va viatjar cap a Suècia i Finlància i després va estudiar teatre a Moscou, Leningrad i Kíiv. De 1937 a 1942 realitza als Estats Units uns quaranta curtmetratges per a l'Administració Pública i més de setanta per a la Fundació Rockefeller.
El 1947 s'estableix a Hollywood, va co-dirigir Galileo, amb el mateix Brecht i amb Charles Laughton. Aquestos dos darrers van treballar en l'adaptació de l'obra teatral de l'alemany. A més a més, Losey va aprofitar per rodar un migmetratge de 30 minuts basat en aquesta temàtica.

## Exiliat durant el Maccarthisme
Durant l'era McCarthy i la caixa de bruixes pel «Comitè d'Activitats Antiamericanes» Losey va ser investigat pel seu suposat suport al Partit Comunista i va ser inscrit a la llista negra dels caps dels estudis cinematogràfics. El seu compromís i militància amb les esquerres l’obliguen a exiliar-se i va marxar a Londres, on va continuar treballant com a director.
Ja al Regne Unit va rodar The Sleeping Tiger (1954), una pel·lícula de cinema negre, que va suposar que els seus intèrprets també foren inclosos a la llista negra de Hollywood. No va ser l'únic problema; dos anys després, va ser contractat per la Hammer per rodar X the Unknown, però el seu principal protagonista, Dean Jagger, va rebutjar treballar amb «un simpatitzant comunista», amb la qual cosa l'estudi va acomiadar Losey del projecte.

## Col·laboració amb Harold Pinter
Als anys seixanta, Losey va començar a treballar amb l'escriptor i guionista Harold Pinter. D'aquesta col·laboració van sorgir tres pel·lícules: The Servant (1963), Accident (1967) i The Go-Between (1970). The Servant és un dels grans treballs de Bogarde, actor emblemàtic en la carrera de Losey. Totes tres van tindre una bona acollida i van ser nominades per a premis i certàmens, fins al punt que la tercera va guanyar la Palma d'Or a Cannes l'any 1971. Pinter també va escriure una adaptació de Proust, però no es van trobar els fons per dirigir-la.
Aquestos films examinen el sistema de classes britànic, com ara la relació entre els caps i els serfs, els graus d'hipocresia entre la classe mitjana o una relació amorosa entre una jove de classe alta i un de classe baixa. L'habilitat dels diàlegs de Pinter van trobar un bon company en els plans de Losey, les quals creaven elements d'ambigüitat.

## Anys setanta
El 1975, Losey va realitzar una nova adaptació de l'obra de Brecht, ara anomenada Life of Galileo, que tot i rodar-se a Anglaterra va ser finançada per l'American Film Theatre. Aquesta obra va ser produïda per a televisió. El 1979, roda l'òpera de Mozart Don Giovanni, en espais naturals, amb els mateixos cantants –entre d'altres Ruggero Raimondi, José van Dam, Kiri Te Kanawa i Teresa Berganza– que surten a manera d’actors. El film va ser nominat com a millor director, entre altres categories, als Cèsar de 1980.
El 2009 la Filmoteca de Catalunya va celebrar el centenari del cineasta Joseph Losey amb la projecció íntegra de la seva obra. En el marc del Festival de Sant Sebastià de 2017 es va fer una retrospectiva de tots els 32 llargmetratges i es va publicar un monogràfic entitolat Joseph Losey. El 2020 el crític de cinema Àlex Gorina i presentador del programma La finestra indiscreta el va classificar entre els «125 grans cineastes de 125 anys d'història del cine».

## Filmografia com a director
- Pete Roleum and His Cousins (1939)
- Youth Gets a Break (1941)
- A Child Went Forth (1941)
- A Gun in His Hand (1945)
- Leben des Galilei (1947)
- El noi dels cabells verds (The Boy With Green Hair) (1948)
- The Lawless (1950)
- The Prowler (1951)
- M (1951)
- La gran nit (The Big Night) (1951)
- Imbarco a mezzanotte (1951)
- The Sleeping Tiger (1954)
- A Man on the Beach (1955)
- The Intimate Stranger (1956)
- Time Without Pity (1957)
- La gitana i el senyor (The Gypsy and the Gentleman) (1958), amb Melina Mercouri
- Blind Date (1959)
- First on the Road (1959)
- The Criminal (1960)
- Eva (1962)
- Aquests són els condemnats (The Damned) (1963)
- El servent (The Servant) (1963)
- King & Country (1964)
- Modesty Blaise (1966)
- Accident (1967)
- Secret Ceremony (1968)
- Boom! (1968)
- Figures in a Landscape (1970)
- El missatger (The Go-Between) (1970)
- The Assassination of Trotsky (1972)
- Casa de nines (A Doll's House) (1973)
- Una anglesa romàntica (The Romantic Englishwoman) (1975)
- Galileo (1975)
- El senyor Klein (Monsieur Klein) (1976)
- Les Routes du sud (1978)
- Don Giovanni (1979)
- La truita (La Truite) (1982)
- Vapors (Steaming) (1985)